# Тюха Іван Андрійович
Іван Андрійович Тюха (2 січня 1920, Власівка — 22 березня 2000) — український живописець; член Спілки радянських художників України з 1958 року. Заслужений художник України з 1995 року.

## Біографія
Народився 2 січня 1920 року в селі Власівці (нині Броварський район Київськох області, Україна). Брав участь у німецько-радянській війні. Нагороджений орденами Червоної Зірки (27 травня 1945), Вітчизняної війни ІІ ступеня (6 квітня 1985); медалями «За оборону Ленінграда» (15 грудня 1944), «За відвагу» (1 квітня 1944).
1952 року закінчив Київський художній інститут, де його навчали, зокрема, Сергій Єржиковський, Олександр Сиротенко, Костянтин Єлева, Володимир Болдирєв, Сергій Отрощенко, Ілля Штільман, Георгій Меліхов і Костецький Володимир. Дипломна робота — полотно «На березі Дніпра».
Жив у Києві, в будику на вулиці Дашавській № 27, квартира № 33. Помер 22 березня 2000 року.

## Творчість
Працював в галузі станкового живопису, був майстром тематичної картини і пейзажу. Серед робіт:
- «На будові домни. Донбас» (1951);
- «Вечір на Сеймі» (1960);
- «…На оновленій землі…» (1964);
- «Пам'ятник арсенальцям» (1965);
- «В Седневі» (1965; полотно, олія);
- «Будинок М. Ємельянова» (1969);
- «Натюрморт» (1971; полотно, олія);
- «Зима в селі» (1980-ті; полотно, олія);
- «Небо над сінокосом» (1980-ті; картон, олія);
- «Верби» (1980-ті; картон, олія);
- «Зима» (1984; полотно, олія);
- «Зарослий ставок» (1985; картон, олія).

Брав участь у всеукраїнських виставках з 1951 року, персональна виставка пройшла Києві у 1957 році.
Твори художника представлені у музейних, галерейних та приватних збірках в Україні, США, Франції, Канаді.